# Salacgrīva kommun
Salacgrīvas novads var en kommun i Lettland. Den l[g i den norra delen av landet, 90 km norr om huvudstaden Riga. Antalet invånare var 9 581. Arean var 638 kvadratkilometer. Salacgrīvas novads gränsade till Aloja kommun och Limbaži kommun.
2021 slogs kommunen samman med Limbaži kommun.
Salacgrīvas novads delades in i:
- Salacgrīva
- Ainaži
- Ainaži socken
- Salacgrīva parish
- Liepupes pagasts

Följande samhällen fanns i Salacgrīvas novads:
- Salacgrīva
- Ainaži